# 路易·雅克·泰纳尔
路易·雅克·泰纳尔（Louis Jacques Thénard，1777年5月4日—1857年6月21日），法国化学家，化学元素硼的发现者之一。

## 生平
路易·雅克·泰纳尔出生于法国香槟-阿登的塞纳河畔诺让附近的一座农场，是一名农场工人的儿子。